# Обсерватория Рима
Обсерватория Рима (ит. Osservatorio Astronomico di Roma) — одна из двенадцати обсерваторий в Италии. Состоит из трёх отделений: обсерватория Монте Порцио Катоне, обсерватория Кампо Император и обсерватория Монте Марио. Входит в состав национального института астрофизики.
За время своего существования в обсерватории были открыты 2 астероида: (120097) 2003 EG50 и (120098) 2003 EJ50, оба были открыты 10 марта 2003 года.
С 2010 года по настоящее время директором обсерватории является Фабрицио Фиори (Fabrizio Fiore).

## Монте-Порцио-Катоне
Координаты — 41°48′43″ с. ш. 12°42′19″ в. д.
Обсерватория Монте-Порцио-Катоне расположена в 20 км. к юго-востоку от Рима. Для всех желающих, интересующихся астрономией, проводятся экскурсии.